# مسجد خياط ها
مسجد خياط‌ ها هو مسجد تاريخي يعود إلى عصر الدولة الصفوية، ويقع في أصفهان.